# Brunotartessus weiri
Brunotartessus weiri är en insektsart som beskrevs av Evans 1981. Brunotartessus weiri ingår i släktet Brunotartessus och familjen dvärgstritar. Inga underarter finns listade i Catalogue of Life.